# Theodore Moses Tobani
Theodore Moses Tobani, né le 2 mai 1855 à Hambourg et mort le 12 décembre 1933 à New-York, est un compositeur et arrangeur américain d'origine allemande.

## Biographie
Theodore Moses Tobani fait ses études en Allemagne. Sa famille émigre aux États-Unis vers 1870. Tobani y gagne sa vie en jouant du violon dans des théâtres et dans des débits de boisson. Il travaille pour la maison d'édition de Carl Fischer à New-York.
Il aurait composé ou arrangé plus de cinq mille pièces pour piano ou orgue qui ont connu un succès commercial gratifiant. La plus connue résume à elle seule les goûts sentimentaux de l'époque : Hearts and Flowers, op. 245. Il affirme l'avoir écrite en une heure à la fin de l'été 1893. Il a utilisé un certain nombre de pseudonymes, notamment ceux de Florence Reed et d'Andrew Herman.